# هنري هاولاند كرابو
هنري هاولاند كرابو (ب الأنجليزية Henry Howland Crapo)  وهو سياسي أمريكي ينتمي إلى الحزب الجمهوري ولد هنري هاولاند كرابو في 24 أيار - مايو من سنة 1804 في ولاية ماساشوستس شغل كرابو منصب عمدة مدينة فلينت في ولاية ميتشيغان من عام 1860 إلى عام 1861.أصبح هنري هاولاند كرابو الحاكم رقم 14 على ولاية ميتشيغان عندما شغل منصب حاكم الولاية ما بين كانون الثاني من عام 1865 إلى كانون الثاني من عام 1869 توفي هنري هاولاند كرابو في 23 تموز - يوليو من سنة 1869 أي يعد ما يقارب سبعة أشهر من تركه منصب حاكم ولاية ميتشيغان.